# Halterofilismo nos Jogos da Commonwealth de 2010
O halterofilismo nos Jogos da Commonwealth de 2010 foi realizado em Délhi, na Índia, entre 4 e 12 de outubro. As oito categorias para homens e sete para mulheres foram disputadas no Estádio Jawaharlal Nehru. Foram realizadas ainda duas categorias para atletas com necessidades especiais (EAD).

## Medalhistas
Masculino
| Evento         | Ouro                               | Prata                               | Bronze                                |
| Até 56 kg      | Amirul Hamizan Ibrahim MAS Malásia | Sukhen Dey IND Índia                | Valluri Srinivasa Rao IND Índia       |
| Até 62 kg      | Aricco Jumitih MAS Malásia         | Naharudin Mahayudin MAS Malásia     | Anton Kurukulasooriyage SRI Sri Lanka |
| Até 69 kg      | Ravi Kumar Katulu IND Índia        | Chinthana Vidanage SRI Sri Lanka    | Mohd Hafifi Mansor MAS Malásia        |
| Até 77 kg      | Yukio Peter NRU Nauru              | Ben Turner AUS Austrália            | Sudhir Kumar Chitradurga IND Índia    |
| Até 85 kg      | Simplice Ribouem AUS Austrália     | Richard Patterson NZL Nova Zelândia | Mathieu Marineau CAN Canadá           |
| Até 94 kg      | Faavae Faauliuli SAM Samoa         | Peter Kirkbride SCO Escócia         | Benedict Uloko NGR Nigéria            |
| Até 105 kg     | Niusila Opeloge SAM Samoa          | Stanislav Chalaev NZL Nova Zelândia | Curtis Onaghinor NGR Nigéria          |
| Mais de 105 kg | Damon Kelly AUS Austrália          | Itte Detenamo NRU Nauru             | George Kobaladze CAN Canadá           |

Feminino
| Evento        | Ouro                                | Prata                                  | Bronze                           |
| Até 48 kg     | Augustina Nkem Nwaokolo NGR Nigéria | Ngangbam Soniya Chanu IND Índia        | Sandhya Rani Devi IND Índia      |
| Até 53 kg     | Marilou Dozois-Prevost CAN Canadá   | Onyeka Azike NGR Nigéria               | Raihan Yusoff MAS Malásia        |
| Até 58 kg     | Renu Bala Chanu IND Índia           | Seen Lee AUS Austrália                 | Zoe Smith ENG Inglaterra         |
| Até 63 kg     | Obioma Agatha Okoli NGR Nigéria     | Michaela Breeze WAL País de Gales      | Marie Josephe Fegue CMR Camarões |
| Até 69 kg     | Christine Girard CAN Canadá         | Janet Marie Georges SEY Seychelles     | Itohan Ebireguesele NGR Nigéria  |
| Até 75 kg     | Hadiza Zakari NGR Nigéria           | Marie-Ève Beauchemin-Nadeau CAN Canadá | Laishram Monika Devi IND Índia   |
| Mais de 75 kg | Ele Opeloge SAM Samoa               | Maryam Usman NGR Nigéria               | Deborah Acason AUS Austrália     |

Levantamento de peso EAD
| Evento           | Ouro                        | Prata                         | Bronze                             |
| Aberto masculino | Yakunu Adesokan NGR Nigéria | Anthony Ulonnam NGR Nigéria   | Ikechukwu Obichukwu NGR Nigéria    |
| Aberto feminino  | Esther Oyema NGR Nigéria    | Ganiyatu Onaolapo NGR Nigéria | Osamwenyobor Arasomwan NGR Nigéria |

## Quadro de medalhas
| Ordem | País          | Medalha de ouro | Medalha de prata | Medalha de bronze | Total |
| ----- | ------------- | --------------- | ---------------- | ----------------- | ----- |
| 1     | Nigéria       | 5               | 4                | 5                 | 14    |
| 2     | Samoa         | 3               |                  |                   | 3     |
| 3     | Índia         | 2               | 2                | 4                 | 8     |
| 4     | Austrália     | 2               | 2                | 1                 | 5     |
| 5     | Canadá        | 2               | 1                | 2                 | 5     |
|       | Malásia       | 2               | 1                | 2                 | 5     |
| 7     | Nauru         | 1               | 1                |                   | 2     |
| 8     | Nova Zelândia |                 | 2                |                   | 2     |
| 9     | Sri Lanka     |                 | 1                | 1                 | 2     |
| 10    | Escócia       |                 | 1                |                   | 1     |
|       | País de Gales |                 | 1                |                   | 1     |
|       | Seicheles     |                 | 1                |                   | 1     |
| 13    | Camarões      |                 |                  | 1                 | 1     |
|       | Inglaterra    |                 |                  | 1                 | 1     |
| TOTAL | TOTAL         | 18              | 18               | 18                | 54    |